# 1945 en philosophie
Chronologie de la philosophie
- 1941
- 1942
- 1943
- 1944
- 1945
- 1946
- 1947
- 1948
- 1949

L’année 1945 a été marquée, en philosophie, par les événements suivants :

## Publications
- Francis Bacon  : Essais, Bruxelles, Editions La Boétie.

### Traductions
- Jakob Böhme :  Le Grand Mystère, trad. S. Jankélévitch, avec deux études de Nicolas Berdiaeff, Aubier, 1945, 2 tomes

## Naissances
- 20 décembre : Philip Pettit, philosophe irlandais.

## Décès
- 13 avril : Ernst Cassirer, philosophe allemand, naturalisé suédois, né en 1874, mort à 70 ans.